# كيف تكون عازبا
كيف تكون عازبا هو فيلم كوميدي تم إنتاجه في الولايات المتحدة وصدر في سنة 2016. الفيلم من إخراج كرستينا ديتي وكتابة ليز توكيلو. من بطولة داكوتا جونسون وريبيل ويلسون وأليسون بري وليزلي مان.

## القصة
يعتقد البعض بوجود طريقة صحيحة لتكون عازبًا وطريقة أخرى خاطئة لتكون عازبًا في مدينة (نيويورك) المليئة بوحيدي القلوب الذين يسعون للوصول إلى شريك ملائم لهم، سواء كانت علاقة تقوم على الحب، أو مجرد لقاءات ودية، أو شيء في المنتصف. وما بين علاقات برامج الدردشة، أو علاقات الليلة الواحدة، يجب على كل الوحيدين أن يتعلموا كيف يكونون عُزَّابًا بشكل صحيح، حيث أن النوم في مدينة لا تنام تجربة غير مبهجة، وهو ما نشهده مع أليس وروبن ولوسي وميج وتوم ودافيد.

## الممثلون والشخصيات
- داكوتا جونسون (بدور: أليس)
- أليسون بري (بدور: لوسي)
- ريبيل ويلسون (بدور: روبين)

## الميزانية والإيرادات
بلغت تكلفة إنتاج الفيلم حوالي 38 مليون دولار بينما حقق إيرادات تقدر بـ 105.7 مليون دولار.

## وصلات خارجية
- كيف تكون عازبا على موقع IMDb (الإنجليزية)
- كيف تكون عازبا على موقع ميتاكريتيك (الإنجليزية)
- كيف تكون عازبا على موقع روتن توميتوز (الإنجليزية)
- كيف تكون عازبا على موقع نتفليكس (الإنجليزية)
- كيف تكون عازبا على موقع قاعدة بيانات الأفلام العربية
- كيف تكون عازبا على موقع ألو سيني (الفرنسية)
- كيف تكون عازبا على موقع Turner Classic Movies (الإنجليزية)
- كيف تكون عازبا على موقع أول موفي (الإنجليزية)
- كيف تكون عازبا على موقع بوكس أوفيس موجو (الإنجليزية)
- كيف تكون عازبا على موقع فيلمافينيتي (الإسبانية)